# Liste der Straßen und Plätze in Flensburg/V
| Name                             | Hintergrund | Koordinate                  | Schild |
| -------------------------------- | --- | --------------------------- | ------ |
| Valentinerallee Valentiners Allé | In den 1880er Jahren regten die Erben der Kaufmannsfamilie Valentin an, einen Promenadenweg um den Großen Mühlenteich anzulegen und finanzierten das Projekt zudem. Die heutige Allee stellt den Rest dieser Ulmenallee dar. Sie führt heute am Rest des Mühlenteiches entlang, dem Lütten Mühlenteich. | Lage, Südstadt (PLZ 24941)  |        |
| Valentinerhof Valentiners Gård   | Nach der Kaufmannsfamilie Valentin, welche die Anlage der Valentinerallee finanzierte. | Lage, Südstadt (PLZ 24941)  |        |
| Venusbogen Venusbuen             | Der Venusbogen, der teilweise bogenförmig verläuft, wurde nach dem Planeten Venus benannt. Er liegt im Sternenviertel, in dem verschiedene Straßen nach Planeten benannt wurden. | Lage, Engelsby (PLZ 24939)  |        |
| Vereinsstraße Foreningsgade      | Benannt nach dem Flensburger Arbeiter-Bauverein. Die Flensburger Baugenossenschaft wurde auf Initiative von Peter Christian Hansen gegründet. | Lage, Nordstadt (PLZ 24939) |        |
| Viehhagen                        | Die abzweigenden Straßen westlich und südlich der Ebenezer-Howard-Allee wurden gemäß der Benennung mit dem Weiden oder Treiben von Vieh in Zusammenhang gebracht. | Lage, Weiche (PLZ 24941)    |        |
| Viktoriastraße Viktoriagade      | 1883 benannt nach Victoria von Großbritannien und Irland (1840–1901). | Lage, Jürgensby (PLZ 24937) |        |
| Vilhelm-la-Cour-Weg              | Benannt nach dem dänischnationalen Historiker Vilhelm la Cour. | Lage, Weiche (PLZ 24941)    |        |
| Vogelbeerenweg                   | Benannt nach der Baumart Vogelbeere. | Lage, Tarup (PLZ 24943)     |        |
| Vogelsang Fuglsang               | Feldweg namens Vogelsang, der zum Hof Vogelsang führt; siehe Vogelsang (Flensburg). | Lage, Engelsby (PLZ 24943)  |        |
| Vogelsanger Stieg                | Bebaute Straße am Rand vom Sternenviertel. Siehe hinsichtlich der Benennung Vogelsang (Flensburg) sowie Steig. | Lage, Engelsby (PLZ 24943)  |        |
| Vogelsanger Straße               | Bebaute Straße am Rand vom Sternenviertel. Siehe hinsichtlich der Benennung Vogelsang (Flensburg). | Lage, Engelsby (PLZ 24943)  |        |
| Vogelsanger Weg Fuglsangvej      | Bebaute Straße am Rand vom Sternenviertel. Siehe hinsichtlich der Benennung Vogelsang (Flensburg). | Lage, Engelsby (PLZ 24943)  |        |
| Voigtstraße Voigtsgade           | Die Häuser in der Straße wurden Anfang des 20. Jahrhunderts vom Flensburger Arbeiter-Bauverein errichtet. Mit dem Straßennamen wurde der Mitbegründer des FAB Christian Ludwig Voigt geehrt. | Lage, Sandberg (PLZ 24937)  |        |
| Vor der Bek                      | Straße bei der Adelbybek | Lage, Tarup (PLZ 24943)     |        |
| Vor der Kuppe                    | Straße, die im Neubaugebiet von Tarup entsteht. Vgl. Kuppe | Lage, Tarup (PLZ 24943)     |        |

Fußnoten
1. ↑  Flensburger Tageblatt: Schleichwege: Wo die Südstadt am grünsten ist, vom: 6. Mai 2014; abgerufen am: 2. März 2015
2. ↑  Flensburger Tageblatt: Schleichwege: Wo die Südstadt am grünsten ist, vom: 6. Mai 2014; abgerufen am: 2. März 2015
3. ↑  Vimu. Vilhelm la Cour sowie Flensburg-Bewegung, abgerufen am: 13. Januar 2018
4. ↑  Flensburger Tageblatt: 150 Jahre Flensburger Tageblatt: Die Kinderstube des Arbeiter-Bauvereins, vom: 24. Februar 2015; abgerufen am: 2. März 2015
5. ↑  Beschlussvorlage, RV-69/2018, vom: 18. Mai 2018; abgerufen am: 28. Oktober 2019
6. ↑  Gebietsskizze zur Vorlage RV-69/2018, vom: 18. Mai 2018; abgerufen am: 28. Oktober 2019